# امانوئل پاپو
امانوئل پاپو (انگلیسی: Emmanuel Pappoe؛ زادهٔ ۳ مارس ۱۹۸۱) یک بازیکن فوتبال اهل غنا است.
وی همچنین در تیم ملی فوتبال غنا بازی کرده‌است.